# Monika Sroga
Monika Sroga (née Targosz le 26 février 1981 à Cracovie) est une ancienne joueuse polonaise de volley-ball. Elle mesure 1,72 m et jouait au poste de libero. 

## Clubs
| Club                    | De        | À         |
| ----------------------- | --------- | --------- |
| Wisła Cracovie          | 1993-1994 | 2007-2008 |
| Muszynianka Muszyna     | 2008-2009 | 2008-2009 |
| Eliteski AZS UEK        | 2009-2010 | 2012-2013 |
| KS Bronowianka Cracovie | 2014-2015 | 2014-2015 |

## Palmarès
- Championnat de Pologne
  - Vainqueur : 2009.
- Coupe de Pologne
  - Finaliste : 2009.